# Allophylus trichodesmus
Allophylus trichodesmus är en kinesträdsväxtart som beskrevs av Ludwig Radlkofer. Allophylus trichodesmus ingår i släktet Allophylus och familjen kinesträdsväxter. Inga underarter finns listade i Catalogue of Life.